# Zankovci
Zankovci is een plaats in de gemeente Kršan in de Kroatische provincie Istrië. De plaats telt 10 inwoners (2001).